# استومو یاماشیتا
استومو یاماشیتا (انگلیسی: Stomu Yamashta؛ زادهٔ ۱۵ مارس ۱۹۴۷) آهنگساز، و موزیسین جاز اهل ژاپن است.